# 真鍋圭作
真鍋 圭作（まなべ けいさく、1931年8月17日 - 2004年2月14日）は、日本の経営者。キリンビール社長、会長を務めた。香川県丸亀市出身。

## 経歴・人物
1955年に東京大学法学部を卒業し、同年にキリンビールに入社した。1983年に神戸工場長に就任し、1987年4月に取締役、1988年9月に常務、1990年3月に専務を経て、1992年3月に社長に就任し、1996年3月から1999年3月までに会長を務めた。社長在任時には、アメリカのアンハイザー・ブッシュ社との包括提携を結ぶなど国際化を推進した。
2004年2月14日肺炎のために死去。72歳没。